# Зґвалтування за статтю
Зґвалтува́ння за ста́ттю — види зґвалтувань за статтю та статтю як ґвалтівника, так і жертви. Ця сфера охоплює як зґвалтування, так і сексуальне насильство в більш загальному плані. Більшість досліджень показує, що зґвалтування непропорційно впливає на жінок, причому більшість засуджених — чоловіки; однак після того, як у 2012 році ФБР розширило визначення зґвалтування, більше уваги приділяється зґвалтуванням чоловіків, у тому числі жінками, які ґвалтують чоловіків.
Оскільки лише невеликий відсоток актів сексуального насильства доводиться до відома органів влади, важко зібрати точну статистику зґвалтувань. Рівень засуджених різниться залежно від статі злочинця та жертви. Різноманітні дослідження стверджують, що зґвалтування чоловіка чоловіком і жінки жінкою у в'язницях є досить поширеним явищем і, можливо, є найменш зареєстрованою формою зґвалтування. Крім того, багато випадків зґвалтування відбуваються, коли жертви не досягли віку згоди, що породжує проблему сексуального насильства над дітьми або розбещення.

## Статеві відмінності
У національному дослідженні ризикованої поведінки молоді 2001 року 10,2 % дівчат і 5,1 % хлопців повідомили, що «коли-небудь були фізично примушені до статевого акту, коли [вони] цього не хотіли». У дослідженні 2010 року гетеросексуальні пари, де існував сексуальний примус, 45 % повідомили про віктимізацію жінок, 30 % повідомили про віктимізацію чоловіків і 20 % повідомили про взаємну віктимізацію. У 2011 році дослідження, підтримане дослідницьким грантом від Департаменту освіти та науки Іспанії, виявило на основі «зручної вибірки з 13 877 студентів у 32 країнах», що 2,4 % чоловіків і 1,8 % жінок визнали, що фізично примушували когось займатися сексом протягом останнього року. У дослідженні, проведеному в 2014 році за участю 18 030 учнів старших класів, не було статистично значущої різниці між чоловіками та жінками щодо кількості випадків фізичного примусу до сексу.

## Зґвалтування жінок
У дослідницькій статті Міністерства внутрішніх справ Англії та Вельсу за 2000 рік близько 1 із 20 жінок (5 %) заявили, що були зґвалтовані в певний період свого життя, починаючи з 16 років.
У 2011 році Центри з контролю та профілактики захворювань США (CDC) виявили, що «майже 20 % усіх жінок» у Сполучених Штатах колись у своєму житті зазнали спроби зґвалтування. Більше третини жертв були зґвалтовані у віці до 18 років.
За звітом CDC за 2013 рік, 28 % постраждалих гетеросексуальних жінок і цілих 48 % бісексуальних жінок зазнали свого першого зґвалтування у віці від 11 до 17 років.

### Зґвалтування жінок чоловіками
Багато зґвалтувань чоловіками жінок не повідомляються через «страх помсти з боку нападника» і через «сором …і глибоко вкорінені культурні уявлення про те, що в чомусь винна жінка».
Вагітність може бути наслідком зґвалтування, частота варіюється залежно від ситуації та залежить, зокрема, від того, якою мірою використовуються небар'єрні засоби контрацепції. Дослідження підлітків в Ефіопії показало, що серед тих, хто повідомив про зґвалтування, 17 % завагітніли після зґвалтування, цифра подібна до 15–18 %, про які повідомляють кризові центри зґвалтувань у Мексиці. Тривале дослідження, проведене в Сполучених Штатах за участю понад 4000 жінок, за якими спостерігали протягом трьох років, виявило, що національна частота вагітностей, пов'язаних зі зґвалтуванням, становила 5,0 % на одне зґвалтування серед жертв віком від 12 до 45 років, що призвело до понад 32 000 вагітностей по всій країні серед жінок від зґвалтування щороку. Досвід примусового сексу в ранньому віці знижує здатність жінки сприймати свою сексуальність як щось, над чим вона контролює.
Зґвалтування жінок чоловіками було задокументовано як зброя терору під час війни (див. Воєнне сексуальне насильство).

### Зґвалтування жінок жінками
Напад/зґвалтування шляхом насильницької стимуляції жіночих статевих органів з боку кривдниці жінки можливе за допомогою фінгеринга, орального сексу, страпонів, інших фалоімітаторів чи інших сторонніх предметів або трибадизму. Телефонне опитування, проведене в 2010 році для Центрів контролю та профілактики захворювань США, показало, що 43,8 % лесбійок повідомили, що колись зазнали зґвалтування, фізичного насильства або переслідування з боку інтимного партнера; з них 67,4 % повідомили, що злочиниця або злочиниці були виключно жінками. У тому ж дослідженні приблизно 1 з 8 лесбійок (13,1 %) повідомила, що була зґвалтована протягом свого життя, але стать їхніх ґвалтівників не повідомлялася.
Опитування 2005 року, проведене Каліфорнійською коаліцією проти сексуального насильства, показало, що кожна третя учасниця, яку ідентифікували як лесбійку, зазнала сексуального насильства з боку жінки. Страх відкритися, недовіра та/або байдужість і ворожість з боку поліції, небажання здавати членів ЛГБТ-спільноти та відчуття того, що зґвалтування жінки не сприймається так серйозно, як зґвалтування чоловіками, спричиняє небажання деяких жертв повідомляти про зґвалтування іншими жінками. У 2005 році в одній розголосній справі зі студентами Сміт-коледжу дві жінки були звинувачені в зґвалтуванні іншої, але жертва зрештою відмовилася давати свідчення, і звинувачення були зняті.

## Зґвалтування чоловіків
Дослідження CDC показало, що в США 1 із 71 чоловіка протягом життя був зґвалтований або зазнав спроби зґвалтування. Те саме дослідження показало, що приблизно 1 з 21 або 4,8 % чоловіків в опитуванні були змушені проникнути в когось іншого, як правило, інтимного партнера або знайомого. Опитування NVAW показало, що 0,1 % опитаних чоловіків були зґвалтовані протягом попередніх 12 місяців у порівнянні з 0,3 % жінок. Використовуючи цю статистику, було підраховано, що в США 92 748 чоловіків були зґвалтовані за попередній рік. В іншому дослідженні, проведеному Школою громадської охорони здоров'я Бостонського університету, 30 % чоловіків-геїв і бісексуалів повідомили, що зазнали принаймні одну форму сексуального насильства протягом свого життя.
Зґвалтування чоловіків було задокументовано як зброя війни, про яку не повідомляють.
Бувають випадки, коли чоловіки говорять про те, що вони стали жертвами зґвалтування, як, наприклад, у документальному фільмі «Мисливське угіддя», де йдеться про поширеність сексуального насильства в університетських містечках США та неспроможність адміністрації коледжу належним чином боротися з ним.

### Зґвалтування чоловіків чоловіками
Зґвалтування чоловіків чоловіками сильно стигматизується. За словами психологині доктора Сари Кроум, повідомляється про менше ніж 1 із 10 зґвалтувань чоловіків. Жертви зґвалтування чоловіки як група повідомили про відсутність послуг і підтримки, а правові системи часто погано підготовлені для боротьби з цим видом злочину.
Декілька досліджень стверджують, що зґвалтування ув'язненими чоловіком іншого чоловіка, а також зґвалтування ув'язненою жінкою іншої жінки є поширеними видами зґвалтувань, про які не повідомляється навіть частіше, ніж про зґвалтування серед населення в цілому. Зґвалтування чоловіків чоловіками задокументовано як зброя терору під час війни (див. Воєнне сексуальне насильство). Дослідження задокументували випадки сексуального насильства чоловіків як зброї воєнного часу або політичної агресії в Уганді, Чилі, Греції, Хорватії, Ірані, Кувейті, колишньому Радянському Союзі та колишній Югославії. 76 % чоловіків-політичних в'язнів у Сальвадорі, опитаних у 1980-х роках, описали принаймні один випадок сексуальних тортур, а дослідження 6 000 в'язнів концтабору в Сараєво показало, що 80 % чоловіків повідомили, що були зґвалтовані. У випадку громадянської війни в Сирії (2011–теперішній час) ув'язнені чоловіки зазнавали сексуального насильства, наприклад, їх змушували сидіти на розбитій скляній пляшці, прив'язували геніталії до важкого мішка з водою або змушували спостерігати за зґвалтуванням іншого затриманого посадовими особами.

### Зґвалтування чоловіків жінками
Чоловіки, які стали жертвами сексуального насильства з боку жінок часто стикаються з соціальними, політичними та правовими подвійними стандартами. Деякі випадки в Сполучених Штатах привернули підвищену увагу та привернули увагу населення. Інколи називаються випадками «примушення до проникнення» (CDC та NISVS), жертви зґвалтування-чоловіки були змушені брати участь у проникненні в жінку без належної на те їх згоди. У багатьох випадках чоловіки-жертви перебувають під дією наркотиків або у небезпечних для життя позах. Справа про сексуальний напад Сієрри Росс на чоловіка в Чикаго набула національного розголосу, і Росс була засуджена за сексуальне насильство при обтяжуючих обставинах і збройне пограбування із заставою в 75 000 доларів США. Схожий випадок стався з Джеймсом Лендрітом, якого змусили до сексу зі знайомою жінкою в готельному номері, коли вона була напідпитку, а ґвалтівник, посилаючись на те, що вона була вагітною, порадив йому не чинити опір, оскільки це може зашкодити дитині.
У Великій Британії справа про мормонський секс у кайданах 1970-х років привернула увагу до можливості зґвалтування жінкою чоловіка. Мормонський місіонер на ім'я Кірк Андерсон зник у 1977 році в місті Юелл, графство Суррей, після того, як його викрали зі сходів церковного будинку зборів. Через кілька днів Андерсон заявив у поліцію, що його викрали та ув'язнили проти його волі. За його словами, коли він був прикутий до ліжка, Джойс Бернанн МакКінні спробувала спокусити його, а потім зґвалтувала. Висвітлення в новинах було широким, частково тому, що випадок вважався таким аномальним, оскільки він стосувався зґвалтування чоловіка жінкою. МакКінні втік до США, Британія не домагалася екстрадиції, а англійський суд заочно засудив МакКінні до року в'язниці. Відповідно до чинного на той час Закону про сексуальні злочини 1956 року, через стать жертви технічно зґвалтування не було скоєно, хоча застосовувався непристойний напад на чоловіка.
Деякі жертви-чоловіки, в тому числі неповнолітні діти, були змушені платити аліменти на утримання дитини своїй нападниці, коли їхня ґвалтівниця-розбещувачка зачинала дитину внаслідок нападу.
Кілька широко розголошених випадків законодавчого зґвалтування жінки над чоловіком у Сполучених Штатах залучали шкільних вчительок, які вступали в статевий акт зі своїми неповнолітніми учнями. Кожен із 50 штатів має закони щодо віку згоди, але в усіх він встановлений на рівні 16, 17 або 18 років. Ці закони вважають сексуальні стосунки між дорослими та неповнолітніми, які не досягли віку згоди, сексуальним насильством.